# Holystone

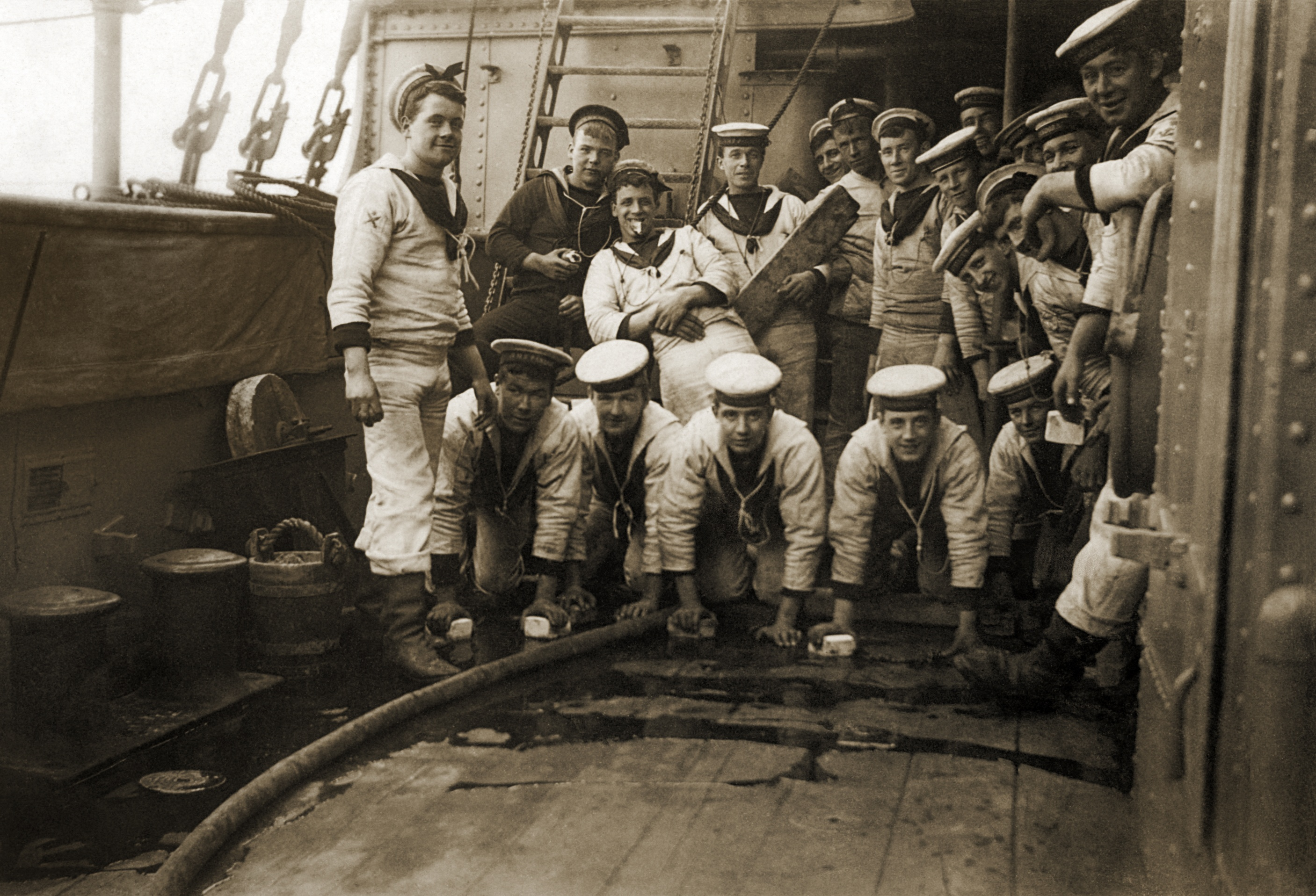
Matrosen auf der HMS Pandora beim Deckschruppen mit Holystone

Holystone (englisch) ist ein weicher und spröder Sandstein, der vormals auf Schiffen der Royal Navy und der United States Navy Verwendung beim Deckschruppen fand.